# Théâtre du Vieux-Colombier

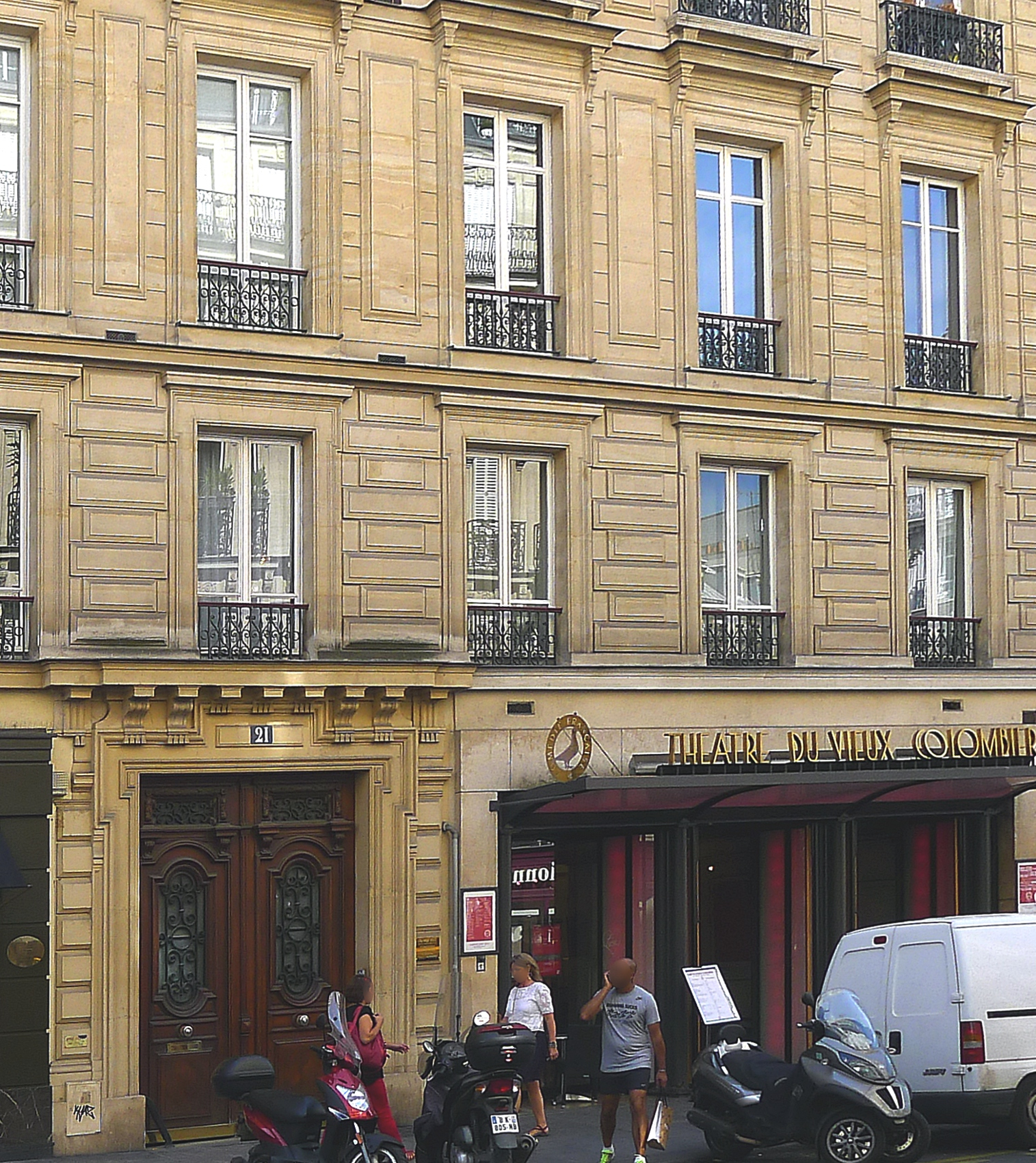
Théâtre du Vieux-Colombier, rue du Vieux-Colombier n°21, París VI

El Théâtre du Vieux-Colombier es una sala de espectáculos situada en el número 21 de la calle du Vieux-Colombier, en el Distrito VI de París con una sala con capacidad para 300 espectadores.

## Historia
El teatro fue creado por el director, actor y crítico Jacques Copeau en el viejo Athénée-Saint-Germain el 23 de octubre de 1913 al que se sumaron Louis Jouvet y Charles Dullin con la compañía del mismo nombre.
Escogió el nombre de Théâtre du Vieux-Colombier por la calle, para facilitar al público su localización. Un empedrado de la iglesia de San Miniato de Florencia, en el que figuran dos palomas, sirvió de modelo para el emblema del teatro. 
Entre 1917-1919 la compañía, debido a la Primera Guerra Mundial se estableció en Nueva York en el Teatro Garrick donde llevó a cabo 345 representaciones en 283 días de El misántropo de Moliére
En 1924 cerró sus puertas, Copeau se retiró y cedió su lugar a Georges Pitoëff. En 1928 se estrenó La petite marchande d'allumettes de Jean Renoir. Jean Tedesco tomó la dirección en 1934 y proyectaría películas de vanguardia de Abel Gance, Griffith, Louis Delluc, Jean Epstein, Marcel L'herbier y Charlie Chaplin.
Se realizaron importantes estrenos de obras de Alfred Jarry, Henri Troyat, Tennessee Williams, Paul Claudel, Thornton Wilder, Tristan Tzara, Arthur Miller, Gabriel Marcel, Edward Albee y actuaron la Compañía de los Quince, Jean Vilar, Germaine Montero, Serge Reggiani, etc.
En 1961 fue llamado Jacques Copeau y en 1970 dirigido por Marthe Mercadier, corrió el riesgo de desaparecer en 1975 cuando ella lo abandonó. Los actores se movilizaron ante la sala. En 1978 fue declarado monumento histórico y en 1986 fue rescatado por el Estado. 
Actualmente forma parte de las salas de la Comédie-Française.